# شيشينوه
شيشينوه  هي بلدية في اليابان، وبلدة في اليابان، تقع في مقاطعة كاميكيتا، بلغ عدد سكانها 15,097  نسمة وذلك حسب إحصائيات سنة 2018، تبلغ مساحتها 337.23 كيلومتر مربع.

## الموقع
تشترك في الحدود مع:
- آوموري، آوموري
- مقاطعة هيغاشيتسوغارو  [لغات أخرى]‏
- تووادا، آوموري
- مقاطعة كاميكيتا  [لغات أخرى]‏.